# Pachistopelma
Genre

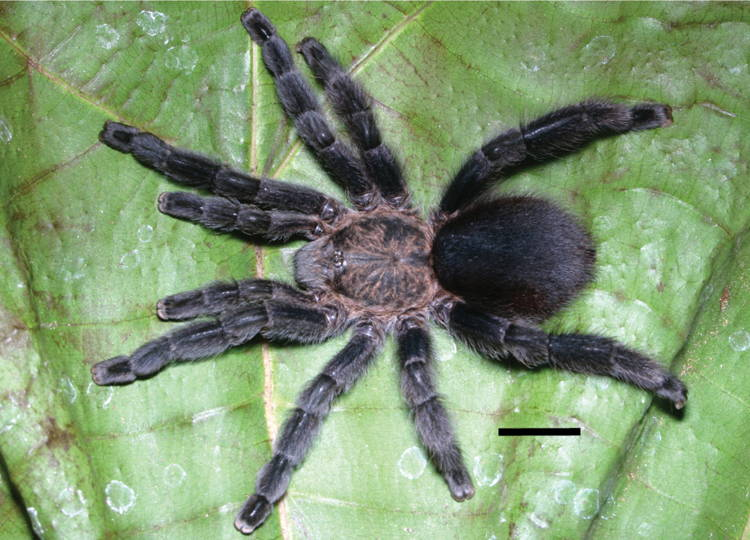
Pachistopelma bromelicola

Pachistopelma est un genre d'araignées mygalomorphes de la famille des Theraphosidae.

## Distribution
Les espèces de ce genre sont endémiques du Brésil.

## Liste des espèces
Selon World Spider Catalog (version 14.0, 2013) :
- Pachistopelma bromelicola Bertani, 2012
- Pachistopelma rufonigrum Pocock, 1901

## Publication originale
- Pocock, 1901 : Some new and old genera of South American Avicularidae. Annals and Magazine of Natural History, sér. 7, vol. 8, p. 540-555 (texte intégral).